# Ałgaszet
Ałgaszet (ros. Алгашет) – osiedle w Rosji, w obwodzie irkuckim, w rejonie niżnieudińskim. W 2010 liczyło 34 mieszkańców.